# Chiesa di San Lorenzo in Nicolanaso
La chiesa di San Lorenzo in Nicolanaso, anche nota come San Lorenzo de Palpitario, San Lorenzo sub Capitoli e San Lorenzo de Papitariis, era una chiesa di Roma che si trovava in via della Consolazione, nel rione Campitelli, vicino il versante meridionale del Campidoglio e presso la rupe Tarpea. Era dedicata a san Lorenzo, ma il significato del termine "Nicolanaso" è incerto. Fu demolita nel 1941 nell'ambito delle opere di liberazione del colle Capitolino.

## Storia

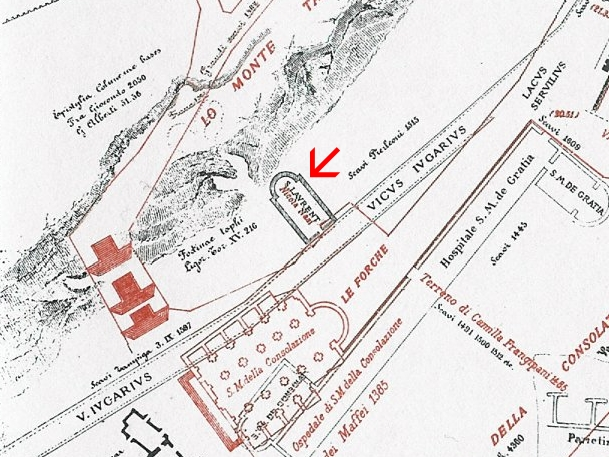
La chiesa nella mappa archeologica di Rodolfo Lanciani (1893-1901).

Questa chiesa venne menzionata nel catalogo di Cencio Camerario, una lista delle chiese di Roma compilata da Cencio Savelli nel 1192, con il nome di Sco. Laurentio Nicolai Nasonis. Un'iscrizione medievale che si trovava lì affermava che la chiesa fu consacrata nel 1241, ma, poiché era stata già menzionata nel 1192, è probabile che questa iscrizione commemorasse una ristrutturazione del luogo. Nel 1425, nel catalogo delle Chiese di Roma, Nicola Signorilli cita una chiesa chiamata Sci. Laurentii in Nicolariasu. Michele Lonigo (1572–1638) menziona nella sua opera, il Catalogo di tutte le chiese antiche e moderne del 1627, che la chiesa era stata sconsacrata e trasformata in una residenza privata.
Negli anni 1930, sotto il regime fascista di Mussolini, un grande programma di opere edilizie liberò la zona vicino il monte Capitolino da un intero quartiere che si estendeva dalla basilica di Santa Maria in Aracoeli al teatro di Marcello e ai piedi del colle; quasi tutti gli edifici, sacri e non, furono demoliti. La chiesa di San Lorenzo propriamente detta fu demolita nel 1941.

## Descrizione
Nonostante fosse stata sconsacrata prima del 1627, all'epoca della demolizione l'edificio sembrava ancora una chiesa. Due portali, quello di sinistra quadrato e quello di destra arcuato, furono aperti nella facciata ai lati dell'accesso antico. Quest'ultimo era stato ridotto a una porticina leggermente a destra rispetto al centro, ma il frammento di una colonna antica era incorporato nella struttura dell'edificio nel lato sinistro, nell'angolo destro del portale; a quanto pare faceva parte dell'entrata originaria. Il portale arcuato a destra possedeva una parete di rinforzo, probabilmente per sostenere la struttura.
Sopra le entrate c'erano due finestre rettangolari di dimensioni diverse. Tra di loro c'era un affresco della Crocifissione, che mostrava Cristo sulla croce assieme alla Vergine Maria e a san Giovanni Evangelista. La sommità di questo affresco era arcuata e l'opera era protetta da una cornice architettonica con una sommità triangolare.